# 座頭市
『座頭市』（ざとういち）は、兇状持ちで盲目の侠客である座頭の市が、諸国を旅しながら驚異的な抜刀術で悪人と対峙する、アクション時代劇。
1962年に勝新太郎主演で大映によって『座頭市物語』のタイトルで映画化されて以来、26作品というシリーズが公開されている。1974年には、同じく勝主演でテレビドラマ・シリーズが勝プロダクションによって製作された。
主演の勝新太郎は、映画版、テレビシリーズともに監督業も兼任するようになり、役者としてだけではなく作品の製作に深く携わった。座頭市は勝のライフワークとも言うべき作品になった。
勝が盲目のダークヒーローを演じて新境地を開いた1960年の主演作『不知火検校』は、本シリーズの先駆け的作品と見なされている。

## 概要

### 原作の座頭市
子母澤寛が1948年に雑誌「小説と読物」へ連載した掌編連作『ふところ手帖』の1篇『座頭市物語』が原作である。後年子母澤は語ったところによれば、江戸時代に活躍した房総地方の侠客である飯岡助五郎について取材するため千葉県佐原市へ訪れた際に、飯岡にまつわる話の一つとして土地の古老から聞いた盲目の侠客座頭の市の話を元に記した。
『座頭市物語』が収録されている、子母澤寛の随筆集『ふところ手帖』は1961年に中央公論社から発売。1963年に同社から発売された子母澤寛全集へも収録、1975年には中公文庫 （ISBN 4122002435）、講談社から発売された子母澤寛全集へ収録されているなど、単行本の発売以来一貫して原作の閲覧・入手は容易である。
ところが、1973年に出版されたキネマ旬報社の『日本映画作品全集』において、項目執筆者の真淵哲が、（『座頭市物語』は）原作の『ふところ手帖』に1行、2行だけ記されたものであったと誤記し（実際は10ページほどある）、この誤りが様々な文献で引用されて広く信じられるようになった。
なお、映画化の際に、三隅研次や犬塚稔といった映画人によって新たな人物像が構築され、さらに勝新太郎によってそれが脚色・肉付けされている。そのため、映画やテレビドラマを通じて流布している座頭市像と、原作とでは大幅な開きがある。
外見だけでも原作の座頭市は「もういい年配で、でっぷりとした大きな男」とされており、居合の名人なのは原作からだが「柄の長い長脇差」を差していたとされているが、最大の違いは原作では市の戦闘場面が一切なく、居合も喧嘩を止める際や助五郎の元を出ていく際に脅しに使う程度で、助五郎が天保15年に別の侠客の繁蔵一家と戦った際も「目の見えねえ片輪までつれて来たと言われては、後々、飯岡一家の名折れになる」と出陣しなかったとされている。

### キャラクターとしての座頭市
生まれは常陸の国、笠間。幼少の頃に病にかかった後、目が見えなくなったと本人は言う。描写等から、完全な盲目ではなく、明暗程度は判別できる。職業は揉み療治、現在でいうところのマッサージ師である。でっぷりとした中年男といわれ、演じる勝の外見そのものである。目が見えないハンデを克服するために、居合術を修め、その腕前は凄まじく、やくざの類はまったく相手にならず、剣術を極めた侍でも敵わないほどである。ただし目の見えない恐怖からか、殺気を持って近づく者は何者であっても反射的に斬ってしまう。
目が見えないためか、視覚以外の四感は非常に鋭く、勘だけで並みの人間より遥かに器用なことを行うことができるが、落とし穴など、気配のない物には弱い。
昔ながらの強きを挫き、弱きを助けるタイプのヤクザの親分からは下にも置かない待遇を受ける兄弟分だが、悪辣なヤクザからは命を狙われることも多い。「座頭市を斬れば、その価値は千両以上、関八州に名が轟く」等の理由で狙われたりすることもあるが、大概は目に余る悪行、弱い者苛めに、座頭市の方が怒って成敗する場合も多い。その鋭い感覚で、博打のサイコロの目や、花札の札を見破ることができ、イカサマの類は一切通用しない。また博打で稼いだ金は、困窮している者に快く分け与えたりもする。物腰は誰に対しても丁寧で優しい。

### 映画・座頭市シリーズ
現在巷間に伝えられる座頭市の人となりは、大部分が勝新太郎主演の映画を製作する時に作られたものである。また、原作の長ドスを仕込み杖としたのも勝のアイデアである。
平手造酒との甘えのない男同士の友情を底流とする1作目『座頭市物語』は三隅監督の作品となっているが、5作目以降は宿命を負わずニヒリズムも拒否した、ある種の「諦観」が勝の味となっている。
勝の主演での劇場版最大のヒット作は1970年の『座頭市と用心棒』。それまで大スターの共演はなかった座頭市シリーズだが、この作品には三船敏郎と若尾文子が出演している。黒澤明の『用心棒』『椿三十郎』に出演した三船演じる用心棒と、勝の座頭市とが、敵味方に対峙して出演。当初、三船は友情出演程度のオファーであったと思っており、本当に対決するとは思わず、タイトルに「用心棒」と入っていたことに大変驚いたという。当時は「時代劇ビッグスター・頂上対決」として、大きな話題となった。三船を立てるためもあって、その盟友である岡本喜八を初の社外監督として招いての大作仕立てであったが、絵コンテを切って全構図とカッティングを自分が決めるスタイルの岡本は、大映の主ともいえる宮川一夫カメラマンの口出しを一切許さず、撮影はかなり険悪な雰囲気で行われたといわれる。時間に厳格な東宝撮影所で育った岡本と三船の二人だけが定時前に出勤し、なかなか出てこない大映スタッフに苛立つ場面も見られた。キャストにもいわゆる喜八ファミリーと呼ばれる岡本作品の常連俳優が数多く並んだが、その一人岸田森はこの後、勝とも親密な関係となった。
市の仕込み杖は15作目の刀鍛冶によって「下野の高辰」という5本の指に数えられる刀鍛冶の一人の作であることが判明する。
1960年代の映画シリーズの音楽の殆どは伊福部昭が担当した。
1989年には勝新太郎の監督による『座頭市』が公開された。しかし、立ち回りの撮影中に勝の長男である鴈龍太郎（奥村雄大）の真剣が出演者の頸部に刺さり、頸動脈切断で死亡する事故が起きたり、公開翌年には勝新太郎がコカイン所持で逮捕されるなどして、映画（および勝）の周辺にはトラブルが絶えなかった。『座頭市2』の企画がしばしば話題に出ることがあったものの、勝の逮捕が影響してか新作企画はいずれも頓挫したようであり、本作が勝新太郎による最後の製作映画となった。
大映の座頭市シリーズの人気により、他社から亜流ともいえる作品が生み出された。東映は、1963年に東千代之介主演の『めくら狼』を製作・配給、松竹は、松山容子主演の京都映画『めくらのお市』シリーズ3作を1969年に配給した。

### 映画・日本国外での評価
黒澤明の映画を始めとする日本の時代劇は日本国外でも高く評価され、『子連れ狼』と並んで、座頭市シリーズの影響を公言する映画監督も少なくない。こうした影響力の代表的なものが、1967年に公開された『座頭市血煙り街道』を元にして、アメリカで製作された映画『ブラインド・フューリー』である。
1970年代に香港で製作された多くのカンフー映画や武侠映画への影響力は強いものがあった。中でもその影響力を顕著に現したのが1971年に製作された『新座頭市・破れ!唐人剣』であった。この作品の劇中で座頭市が対峙する片腕の唐人剣士（ジミー・ウォング）は、武侠映画『片腕必殺剣』シリーズの人気キャラクターであり、盲目というハンデキャップを背負いながらも超人的な武術を体得した座頭市をモデルに創作されたものである。文字通り『新座頭市・破れ!唐人剣』は夢の共演を実現した作品であった。ブルース・リー主演の『ドラゴンへの道』についても座頭市からの影響を指摘する声がある。
キューバでの評価も高い。1958年のキューバ革命以後、キューバではハリウッド映画の輸入が禁じられたため、日本映画が頻繁に公開された。そのなかで1967年に初上映された『座頭市』シリーズはもっとも公開回数が多く、勝演じるハンデキャップを抱えた孤高の剣士座頭市に、キューバ国民は自らの置かれた境遇を重ね合わせ、熱狂的に支持されたという。

## 座頭市の関連作品

### 劇場版作品
- 座頭市物語（1962年4月18日、モノクロ）
  - 監督：三隅研次
  - 出演：勝新太郎、天知茂、万里昌代、島田竜三、柳永二郎、毛利郁子、中村豊、南道郎、ほか
- 続・座頭市物語（1962年10月12日、モノクロ）
  - 監督：森一生
  - 出演：勝新太郎、水谷良重、城健三郎（若山富三郎）、万里昌代、中村豊、沢村宗之助、伊達三郎、ほか
- 新・座頭市物語（1963年3月15日）
  - 監督：田中徳三
  - 出演：勝新太郎、坪内ミキ子、丹羽又三郎、真城千都世、近藤美恵子、河津清三郎、ほか
- 座頭市兇状旅（1963年8月10日）
  - 監督：田中徳三
  - 出演：勝新太郎、高田美和、万里昌代、成田純一郎、北城寿太郎、名和宏、安部徹、小林勝彦、羅門光三郎、ほか
- 座頭市喧嘩旅（1963年11月30日）
  - 監督：安田公義
  - 出演：勝新太郎、藤村志保、島田竜三、藤原礼子、丹羽又三郎、吉田義夫、ほか
- 座頭市千両首（1964年3月14日）
  - 監督：池広一夫
  - 出演：勝新太郎、坪内ミキ子、長谷川待子、城健三朗(若山富三郎の別名義)、島田正吾、丹羽又三郎、ほか
- 座頭市あばれ凧（1964年7月11日）
  - 監督：池広一夫
  - 出演：勝新太郎、久保菜穂子、渚まゆみ、五味龍太郎、遠藤辰雄、左卜全、ほか
- 座頭市血笑旅（1964年10月17日）
  - 監督：三隅研次
  - 出演：勝新太郎、高千穂ひづる、金子信雄、加藤嘉、北城寿太郎、毛利郁子、ほか
- 座頭市関所破り（1964年12月30日）
  - 監督：安田公義
  - 出演：勝新太郎、高田美和、滝瑛子、平幹二朗、上田吉二郎、ほか
- 座頭市二段斬り（1965年4月3日）
  - 監督：井上昭
  - 出演：勝新太郎、坪内ミキ子、三木のり平、加藤武、春本富士夫、伊達三郎、小林幸子、ほか
- 座頭市逆手斬り（1965年9月18日）
  - 監督：森一生
  - 出演：勝新太郎、藤山寛美、滝瑛子、明星雅子、石山健二郎、島田竜三、ほか
- 座頭市地獄旅（1965年12月24日）
  - 監督：三隅研次
  - 出演：勝新太郎、成田三樹夫、林千鶴、岩崎加根子、丸井太郎、山本学、五味龍太郎、戸浦六宏、須賀不二男、藤岡琢也、ほか
- 座頭市の歌が聞える（1966年5月3日）
  - 監督：田中徳三
  - 出演：勝新太郎、天知茂、小川真由美、佐藤慶、浜村純、吉川満子、ほか
- 座頭市海を渡る（1966年8月13日）
  - 監督：池広一夫
  - 出演：勝新太郎、安田道代、山形勲、五味龍太郎、千波丈太郎、田中邦衛、井川比佐志、三島雅夫、東野孝彦、ほか
- 座頭市鉄火旅（1967年1月3日）
  - 監督：安田公義
  - 出演：勝新太郎、藤村志保、東野英治郎、青山良彦、水前寺清子、藤田まこと、春川ますみ、ほか
- 座頭市牢破り（1967年8月12日）
  - 監督：山本薩夫
  - 出演：勝新太郎、三國連太郎、西村晃、浜田ゆう子、細川俊之、鈴木瑞穂、玉川良一、ほか
- 座頭市血煙り街道（1967年12月30日）
  - 監督：三隅研次
  - 出演：勝新太郎、近衛十四郎、高田美和、朝丘雪路、中尾ミエ、坪内ミキ子、小池朝雄、草薙幸二郎、ほか
- 座頭市果し状（1968年8月10日）
  - 監督：安田公義
  - 出演：勝新太郎、野川由美子、三木本賀代、待田京介、志村喬、小松方正、千波丈太郎、井上昭文、ほか
- 座頭市喧嘩太鼓（1968年12月28日）
  - 監督：三隅研次
  - 出演：勝新太郎、三田佳子、佐藤允、西村晃、藤岡琢也、ミヤコ蝶々、戸浦六宏、曽我町子、ほか
- 座頭市と用心棒（1970年1月15日）
  - 監督：岡本喜八
  - 出演：勝新太郎、三船敏郎、若尾文子、嵐寛寿郎、岸田森、滝沢修、米倉斉加年、神山繁、細川俊之、寺田農、草野大悟、ほか
- 座頭市あばれ火祭り（1970年8月12日）
  - 監督：三隅研次
  - 出演：勝新太郎、仲代達矢、大原麗子、ピーター、西村晃、金田龍之介、森雅之、なべおさみ、ほか
- 新座頭市・破れ!唐人剣（1971年1月13日）
  - 監督：安田公義
  - 出演：勝新太郎、ジミー・ウォング、浜木綿子、南原宏治、安部徹、佐々木孝丸、花澤徳衛、大前均、三波伸介、伊東四朗、ほか
- 座頭市御用旅（1972年1月15日）
  - 監督：森一生
  - 出演：勝新太郎、森繁久彌、大谷直子、三國連太郎、高橋悦史、深江章喜、笑福亭仁鶴、酒井修 (俳優)、明石勤、新條多久美、岡本健、秋山勝俊、石橋蓮司、蟹江敬三、ほか
- 新座頭市物語・折れた杖（1972年9月2日）
  - 監督：勝新太郎
  - 出演：勝新太郎、太地喜和子、中村賀津雄、伏見直江、吉沢京子、高城丈二、小池朝雄、大滝秀治、藤岡重慶、ほか
- 新座頭市物語 笠間の血祭り（1973年4月21日）
  - 監督：安田公義
  - 出演：勝新太郎、十朱幸代、岡田英次、佐藤慶、志村喬、横山リエ、土屋嘉男、岸部シロー、ほか
- 座頭市（1989年2月4日）
  - 監督：勝新太郎
  - 出演：勝新太郎、緒形拳、樋口可南子、陣内孝則、内田裕也、片岡鶴太郎、奥村雄大、ほか

### テレビドラマ
- 座頭市物語（1974年、フジテレビ）全26話
- 新・座頭市 第1シリーズ（1976年、フジテレビ）全29話
- 新・座頭市 第2シリーズ（1978年、フジテレビ）全19話
- 新・座頭市 第3シリーズ（1979年、フジテレビ）全26話

### 舞台
※主演はいずれも勝新太郎。
- 「座頭市物語」（1962年11月）
  - 同時上演:別れ囃子、悪名、雲の別れ路
- 「座頭市物語」（1968年9月1日 - 9月25日）
  - 名古屋・御園座、勝新太郎・朝丘雪路特別公演。同時上演:風流深川唄
- 「座頭市喧嘩ばやし・座頭市物語」（1972年9月1日 - 9月25日）
  - 東京・明治座。同時上演:好食の草紙、風流深川唄

### 音楽作品
※歌唱はいずれも勝新太郎(「不思議な夢/野良犬」を除く)。

#### アルバム
- 座頭市子守唄 ビクター（1977年）※未CD化

#### シングル
- 座頭市の唄
- 座頭市子守唄
- おてんとさん
- 不思議な夢/野良犬（石原裕次郎）

### グラビア版
1992年、篠山紀信撮影による座頭市が週刊現代のグラビアへ掲載された。
このグラビア版・座頭市は、勝新太郎をはじめ、太地喜和子や勝の父である杵屋勝東治などらも参加したフォトセッションであり、中には東京都庁をバックに撮影されたものも含まれた。作品の数点は、篠山が2000年に発表した写真集『アイドル』に収められている。

### リメイク作品

#### 映画
- 盲（めくら）坊主 対 空飛ぶギロチン 盲侠血滴子 THE BLIND SWORDSMAN'S REVENGE （1977年）
  - 監督：屠忠訓
  - 脚本：林俊雄・屠忠訓
  - 出演：勝利太郎（ソックリショー・勝新太郎のモノマネとして主演）、陳鴻烈、陳佩伶、江島、龍飛、山茅、田野、易原、康凱、小亮哥、歐陽雲鳳
  - 音楽：王居仁
  - 武術指導：黄龍・陳世偉
- ブラインド・フューリー Blind Fury（1989年、米・トライスター ピクチャーズ）
  - 監督：フィリップ・ノイス、主演：ルトガー・ハウアー
- 座頭市（2003年）
  - 監督：北野武、主演：ビートたけし
- ICHI（2008年）
  - 監督：曽利文彦、主演：綾瀬はるか
- 座頭市 THE LAST（2010年）
  - 監督：阪本順治、主演：香取慎吾

### 舞台
- 三池崇史x哀川翔『座頭市』（2007年、新宿コマ劇場、大阪・梅田芸術劇場、愛知厚生年金会館）
  - 三池崇史演出、哀川翔主演。
- 舞台『座頭市』（2009年、名古屋御園座）
  - 主演は松平健。「正月開催の芸能生活35周年記念公演」として上演。
- 六本木歌舞伎『座頭市（仮）』（2017年、EX THEATER ROPPONGI）[11]
  - 六本木歌舞伎の第2弾作品。
  - 演出は三池崇史、脚本はリリー・フランキー、主演は市川海老蔵。

### その他

#### パチンコ
- 2007年3月、ニューギンより「CR泉谷しげるの座頭市物語」が発売された。この遊技台では泉谷しげるが座頭市に扮し、ヒロインは宮地真緒が演じた。

#### 漫画
- 劇画家の平田弘史が描いた漫画の座頭市。

## エピソード
勝新太郎主演の座頭市は、日本国外でも高い評価を得た。後に、勝がハワイで、パンツの中にコカインを隠し持って逮捕された時には、国外退去処分が決まるまでの間、マスコミ等から逃れるために、座頭市を捩ったサトイチと名乗って、雲隠れしていたといわれる。